# Коле Поста II (Фрозиноне)
Коле Поста II је насеље у Италији у округу Фрозиноне, региону Лацио.
Према процени из 2011. у насељу је живело 74 становника. Насеље се налази на надморској висини од 494 м.